# Uitspraak van het Nederlands door anderstaligen
Mensen die het Nederlands willen beheersen, maar die het Nederlands niet als moedertaal hebben, lopen, afhankelijk van hun eigen moedertaal mogelijk problemen op het gebied van de uitspraak. Hieronder staan talen met daaronder de problemen die de sprekers van die talen als moedertaal hebben met het Nederlands.

## Duits
De problemen die Duitstaligen mogelijk met Nederlands hebben zijn:
- In het Nederlands is er geen 'Ich-Laut' (/ç/). In Zuid-Nederlandse dialecten wordt de /ç/ overal toegepast. De /ɣ/ is de stemhebbende variant van de 'Ach-Laut' (/x/). Behalve in vreemde woorden kent het Nederlands geen /g/.
- De /r/ of /ʁ/ wordt overal uitgesproken daar waar hij geschreven wordt. Hij wordt in Standaardnederlands niet vervangen door /ɐ/.
- Duitsers hebben mogelijk problemen met /ɛi/ (gespeld als ei of ij) en /œy/ (gespeld als ui).
- De /k/, /p/ en /t/ worden niet geaspireerd.
- De /l/ wordt in het Nederlands 'dikker' uitgesproken.
- De /i/ en /u/ zijn in het Nederlands bijna altijd kort (maar bv.: ski, taxi, cilinder), maar in Duits lang /iː/ (behalve in Widder) en /uː/.
- De /a/ is in het Nederlands uitsluitend lang: /aː/, behalve in een aantal Nederlandse dialecten. De korte a /ɑ/ bestaat niet in het Duits. De Duitser die een korte /a/ loopt overigens geen kans om niet begrepen te worden. In veel Nederlandse dialecten is er juist een /ɑː/ en een /a/.

## Engels
De problemen die Engelstaligen mogelijk met Nederlands hebben zijn:
- Problemen hebben met /ɣ/ en /x/. Deze klanken bestaat niet in het Engels, behalve in een zeer klein aantal woorden zoals "loch" /lɔx/.[1]
- Problemen hebben met de /r/. In het Nederlands wordt de /r/ met de tongpunt uitgesproken, en dus gerold. Daarnaast bestaat er ook de /ʁ/, ook bekend uit het Frans en Duits. Deze wordt met de huig uitgesproken. De huig trilt tegen de achterkant van de tong.[1]
- Eindmedeklinkers /b/ en /d/ worden stemloos en dus /p/ en /t/.[2]
- Er zijn in het Nederlands heel veel klanken die in het Engels niet bestaan: /ʏ/, /y/. De uitspraak van "pull" in het Engels is /pʊɫ/ en verschilt van de uitspraak van "poel" in het Nederlands: /puɫ/.[2]
- De /k/, de /p/ en /t/ worden niet geaspireerd.